# 글립토테크 미술관
신 카를스베르크 글립토테크 미술관(덴마크어: Ny Carlsberg Glyptotek)은 1882년 코펜하겐에 설립된 미술관이다. 미술관의 소장품들은 미술관의 건립자이자 칼스버그의 2대 사장 칼 야콥슨의 개인 콜렉션들이다.
미술관의 초점은 이름에서 알 수 있듯이 기본적으로 조각들이다. 소장품들은 고대 이집트, 로마, 그리스 등의 지중해지역의 조각들부터 프랑스 지역외 지역에서 가장 중요하다고 평가받는 로댕 작품 컬랙션 같은 현대 조각들까지 포함하고 있다. 하지만 미술관은 조각들처럼 덴마크 회화의 황금 시대의 작가들 같은 후기인상주의자들의 작품들과 많은 양의 프랑스 인상주의자들의 그림들도 소장한걸로 유명하다.
프랑스 콜렉션에는 반 고흐, 드 툴루즈로트레크, 보나르 같은 후기인상주의자 계열의 작가들인 자크루이 다비드, 모네, 피사로, 르누아르, 드가, 세잔의 작품들을 소유하고 있다. 미술관의 로댕 콜렉션은 프랑스 이외 지역에 있는 콜렉션 중 가장 중요하다고 평가받는다. 미술관의 콜렉션에는 무용수들이 포함된 드가의 청동상들도 있다. 덴마크계의 노르웨이 조각가 스테판 신딩의 다수 작품들이 미술관의 많은 부분을 차지하고 있다.

## 갤러리

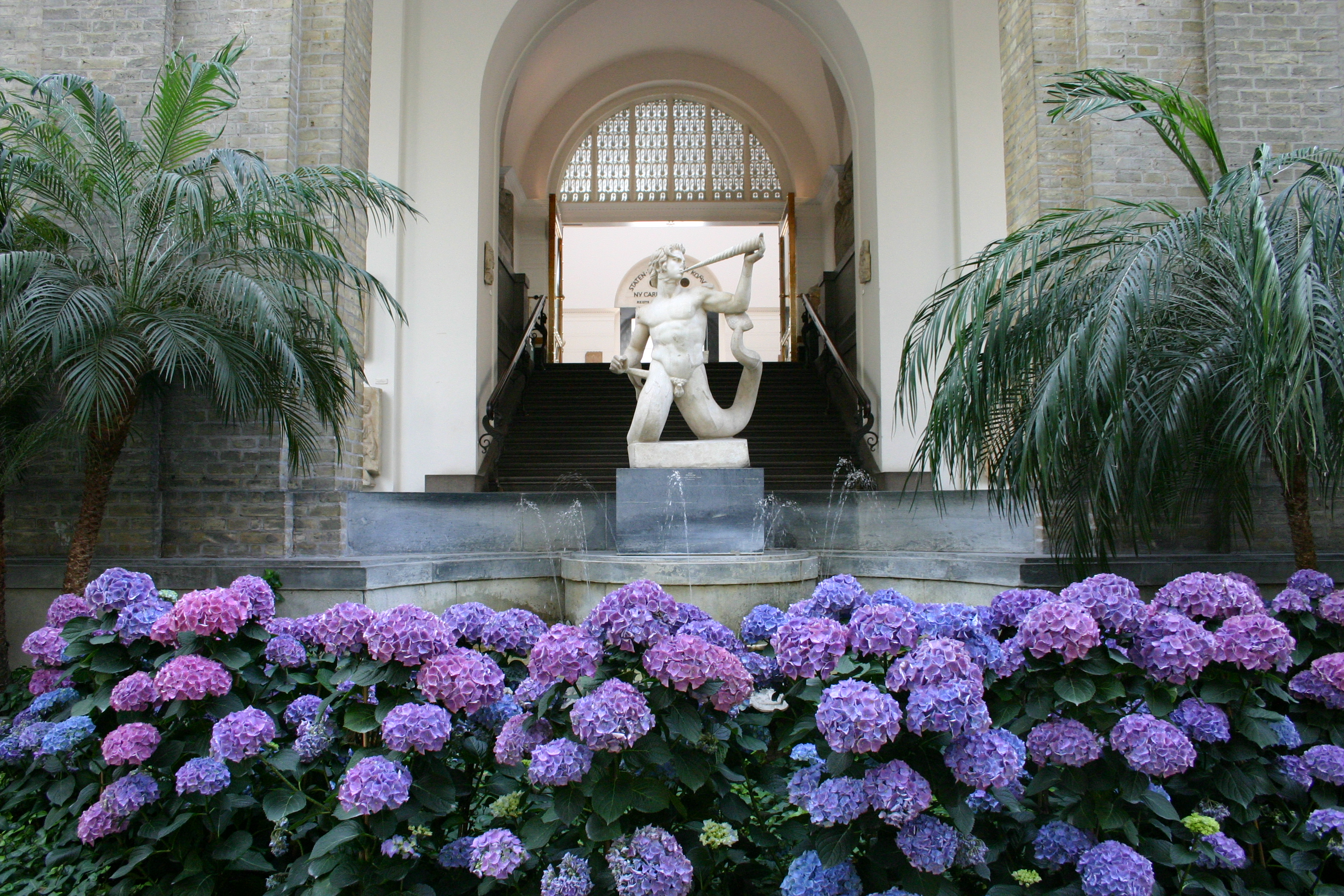
글립토테크 미술관의 겨울 정원
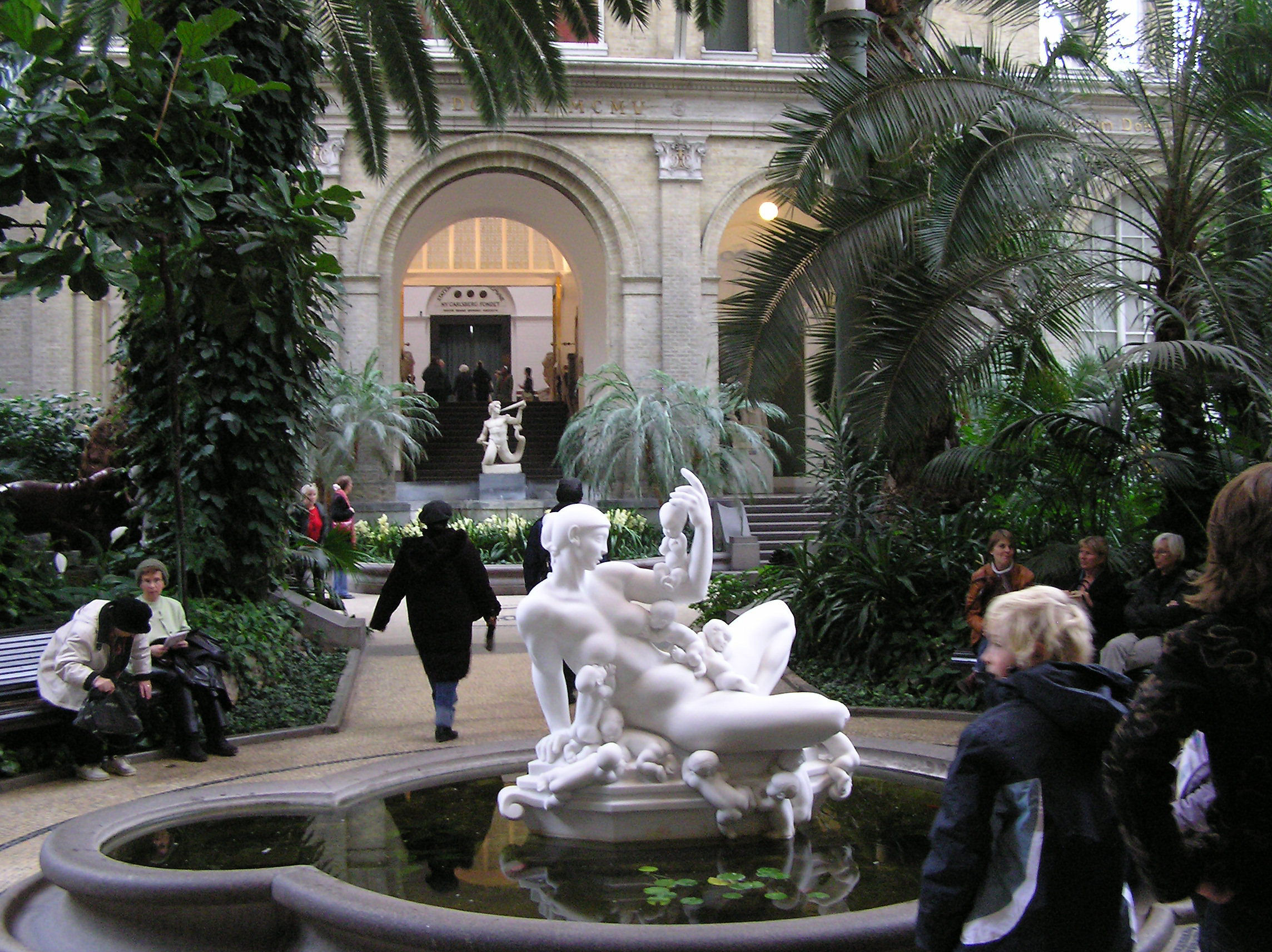
글립토테크 미술관의 야자수 정원. 앞에 보이는 조각상은 카이 닐센의 조각 워터 마더(Water Mother)
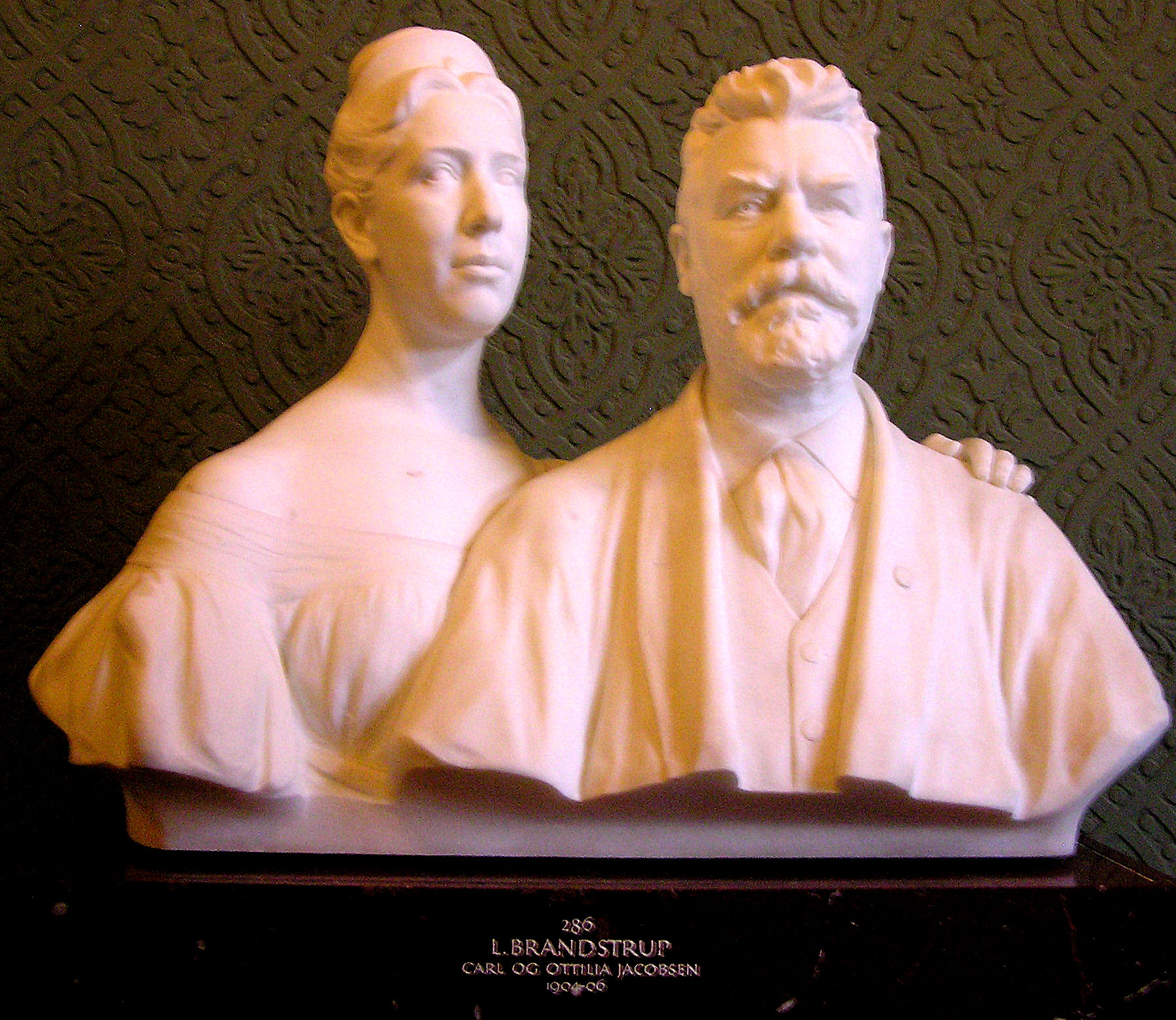
L. 브란트스트럽: 건립자 칼 야콥슨과 오틸리아 야콥슨
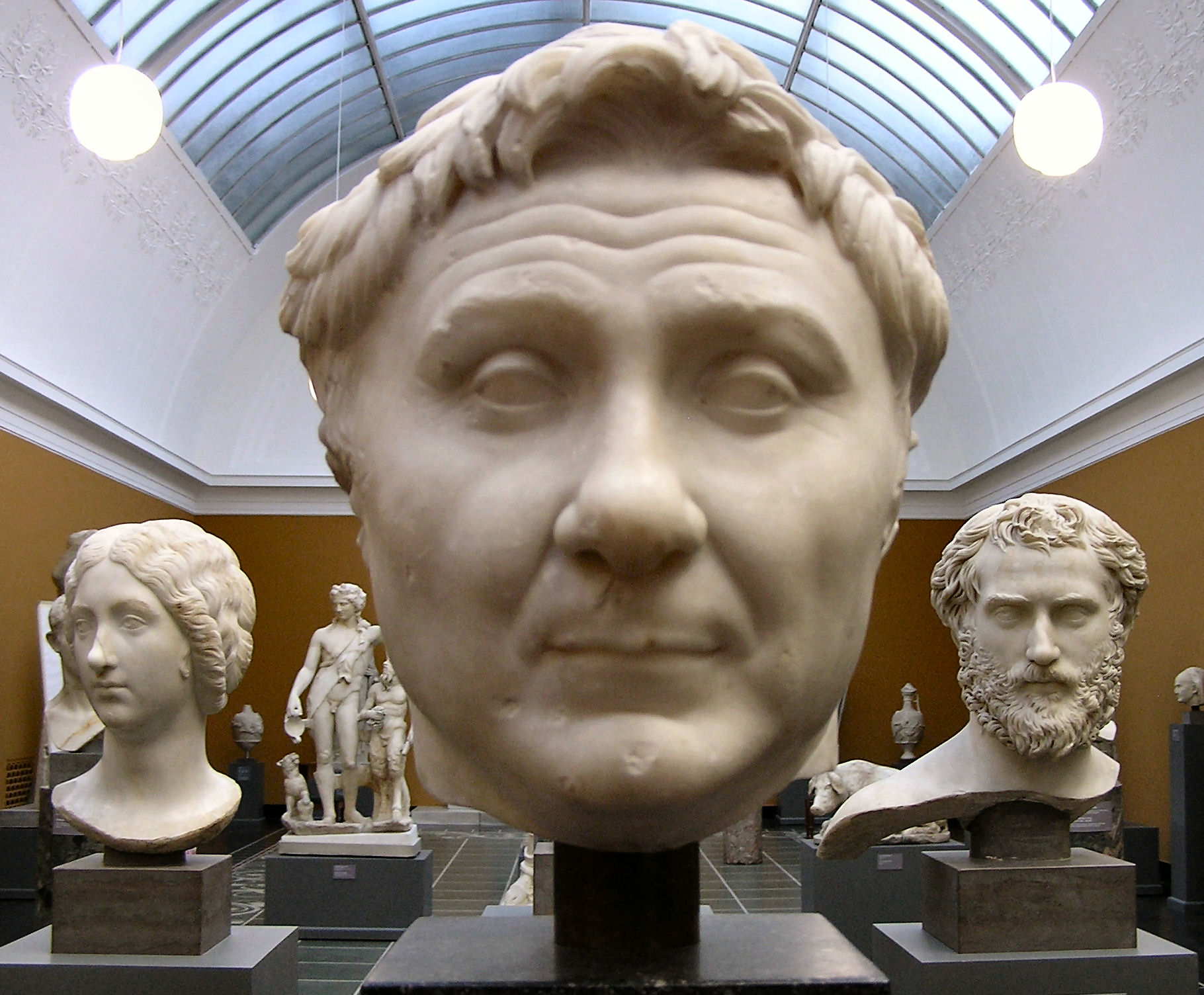
로마 조각관, 폼페이우스
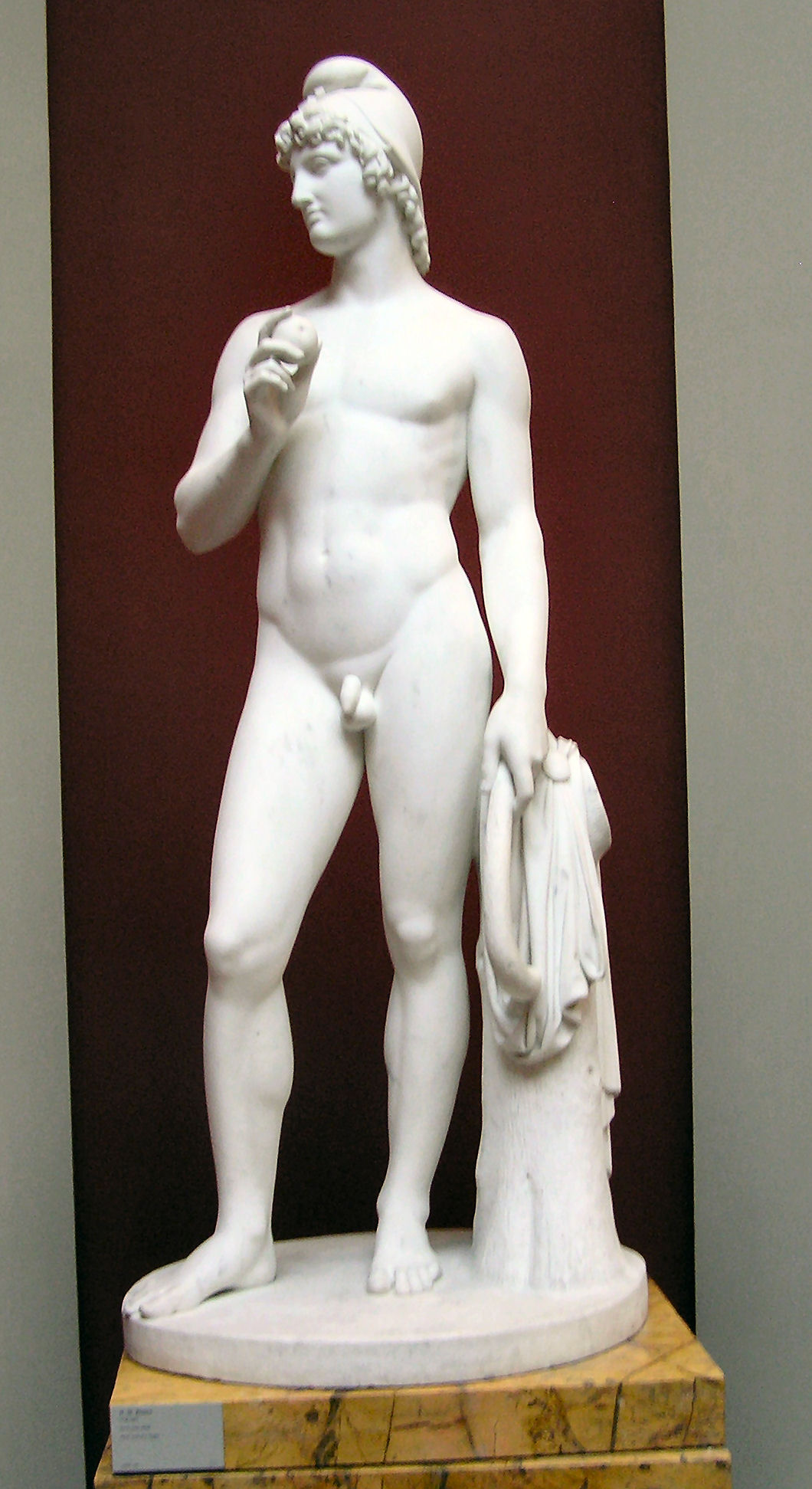
헤르만 비센: 파리스 왕자와 사과
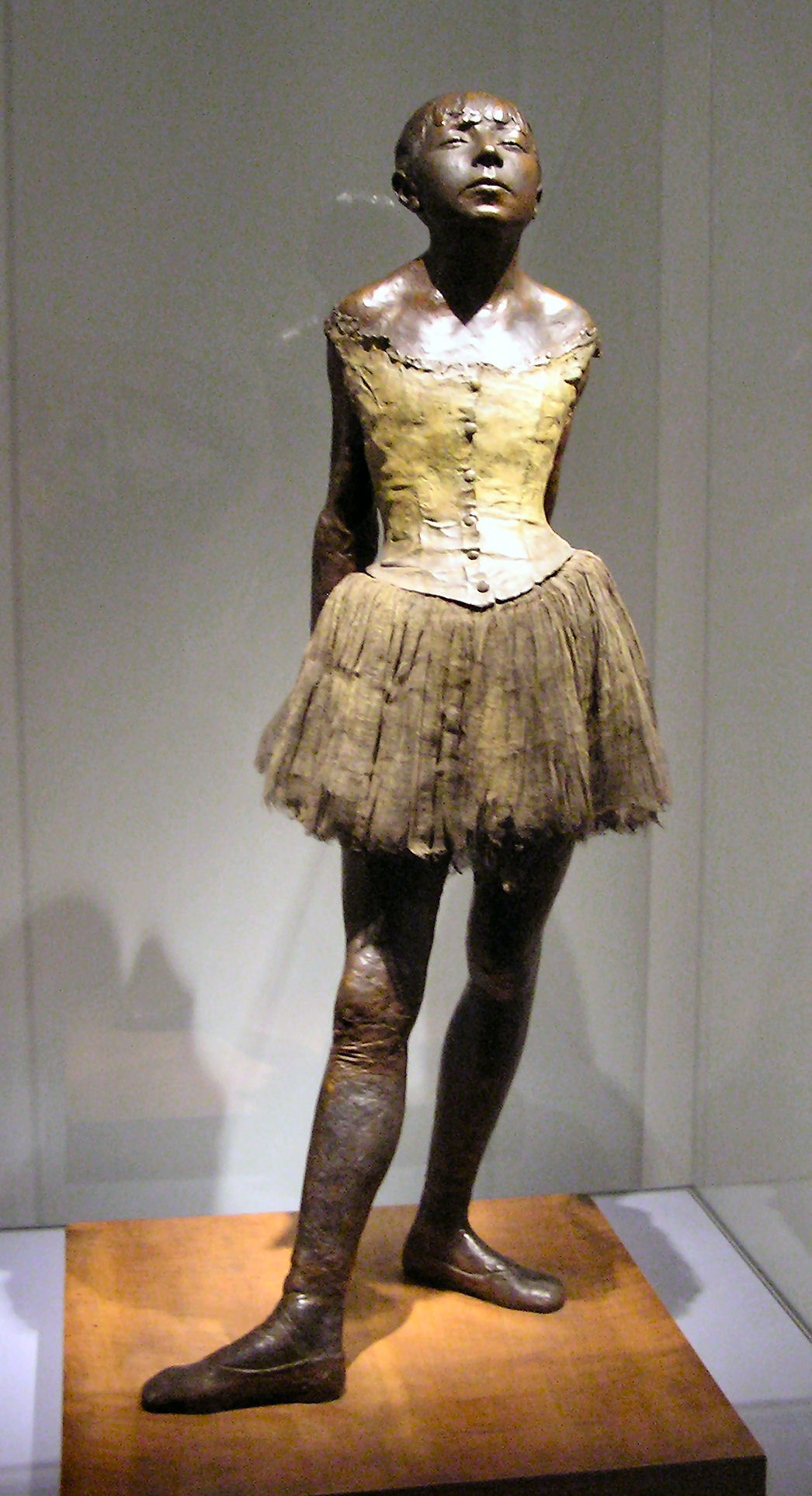
에드가 드가: 14살의 어린 무용수
에두아르 마네: 압생트를 마시는 사람
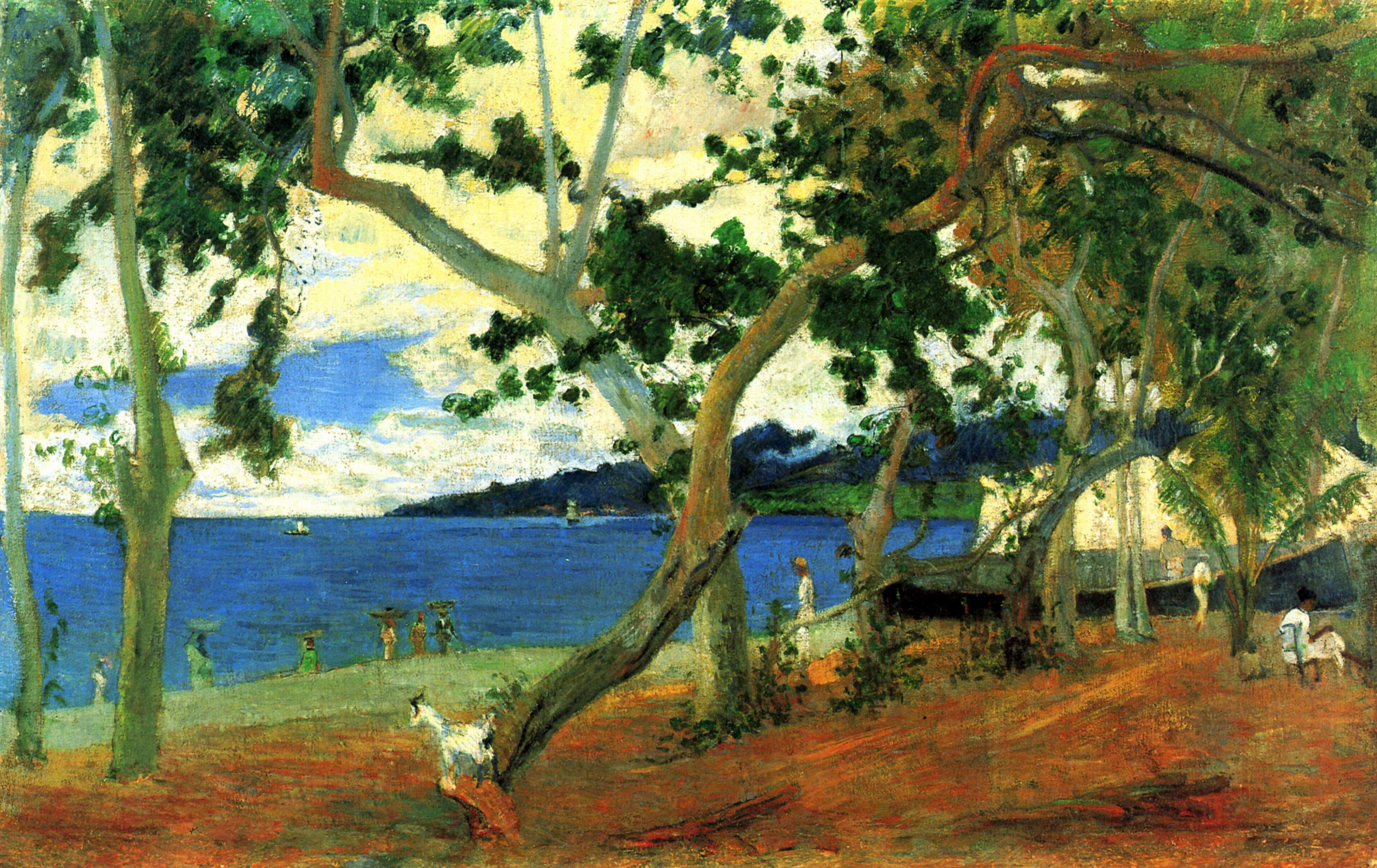
폴 고갱
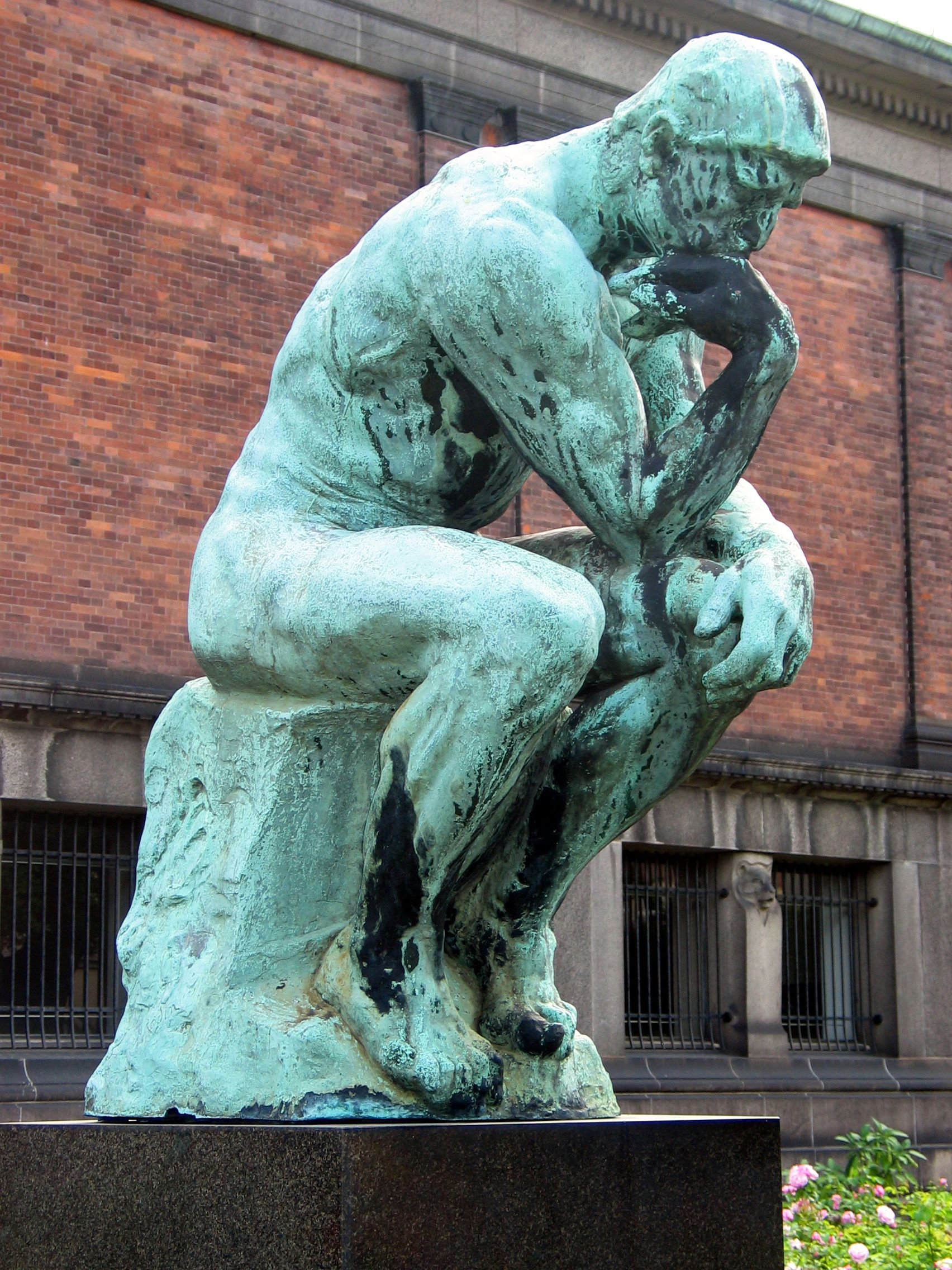
오귀스트 로댕: 생각하는 사람
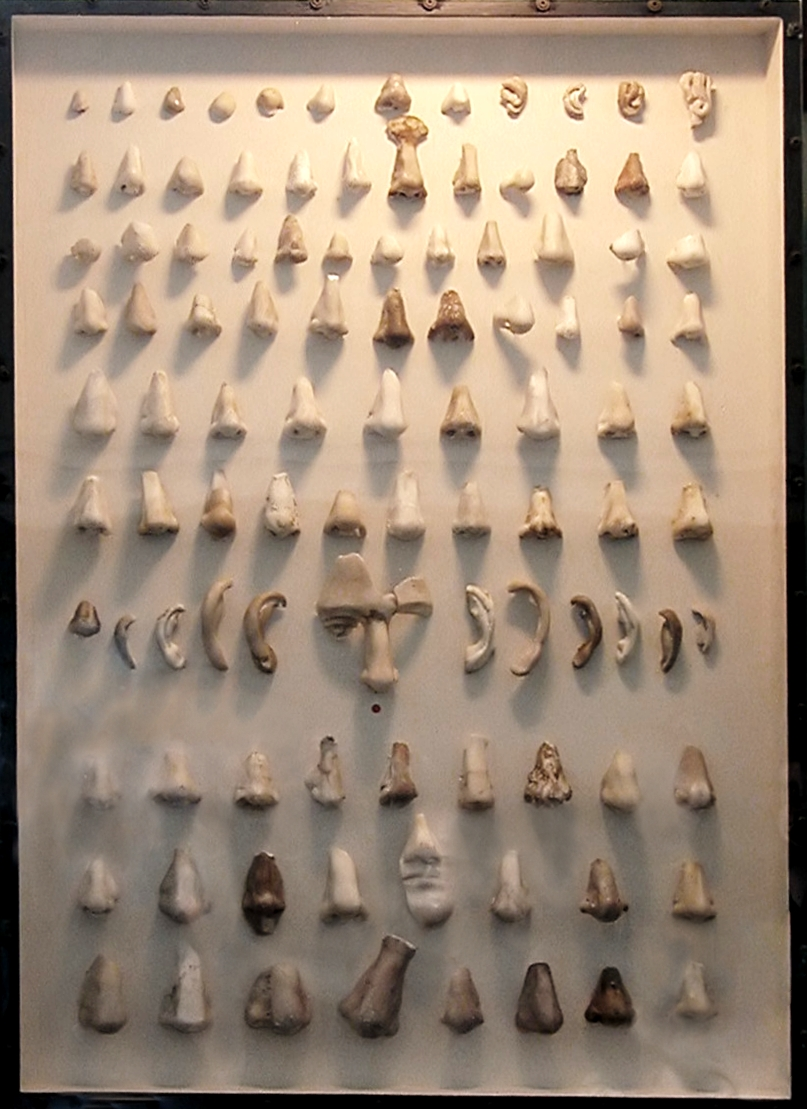
Nasothek 복원을 위해 사용하는 코 전시